# ティボル・ハリロヴィッチ
ティボル・ハリロヴィッチ（Tibor Halilović 、1995年3月18日 - ）は、クロアチア・ザグレブ出身のプロサッカー選手。NKディナモ・ザグレブ所属。ポジションは、ミッドフィールダー。
従兄弟は元クロアチア代表のアレン・ハリロヴィッチ。

## クラブ歴
2017年6月23日、ポーランドのヴィスワ・クラクフと契約を結んだ。
2019年1月22日、クロアチアのHNKリエカと1年間の契約延長オプション付きの2年半契約を結んだ。
2020年8月1日、クロアチア・カップ決勝でかつて在籍したロコモティヴァ相手に決勝ゴールを決め、リエカに2年連続クロアチア・カップ優勝をもたらした。
2023年9月4日、NKディナモ・ザグレブに移籍した。

## タイトル
リエカ
- クロアチア・カップ: 2018-19, 2019-20